# Dolfines Guaraní
Dolfines Guaraní es un complejo inmobiliario que se encuentra en la Ciudad de Rosario, Santa Fe, Argentina, y que comprende dos torres gemelas: Dolfín Guaraní 1 y 2. Estos edificios tienen 45 pisos y 137 metros de altura. Se completaron en el año 2010.
Las torres se sitúan sobre la Avenida Estanislao López, en una zona de reconversión portuaria destinada al desarrollo inmobiliario, denominada como Puerto Norte. La construcción de las torres son parte de la metropolización y descentralización que Rosario comenzó a realizar a finales de la década 2000-2010.

## Características

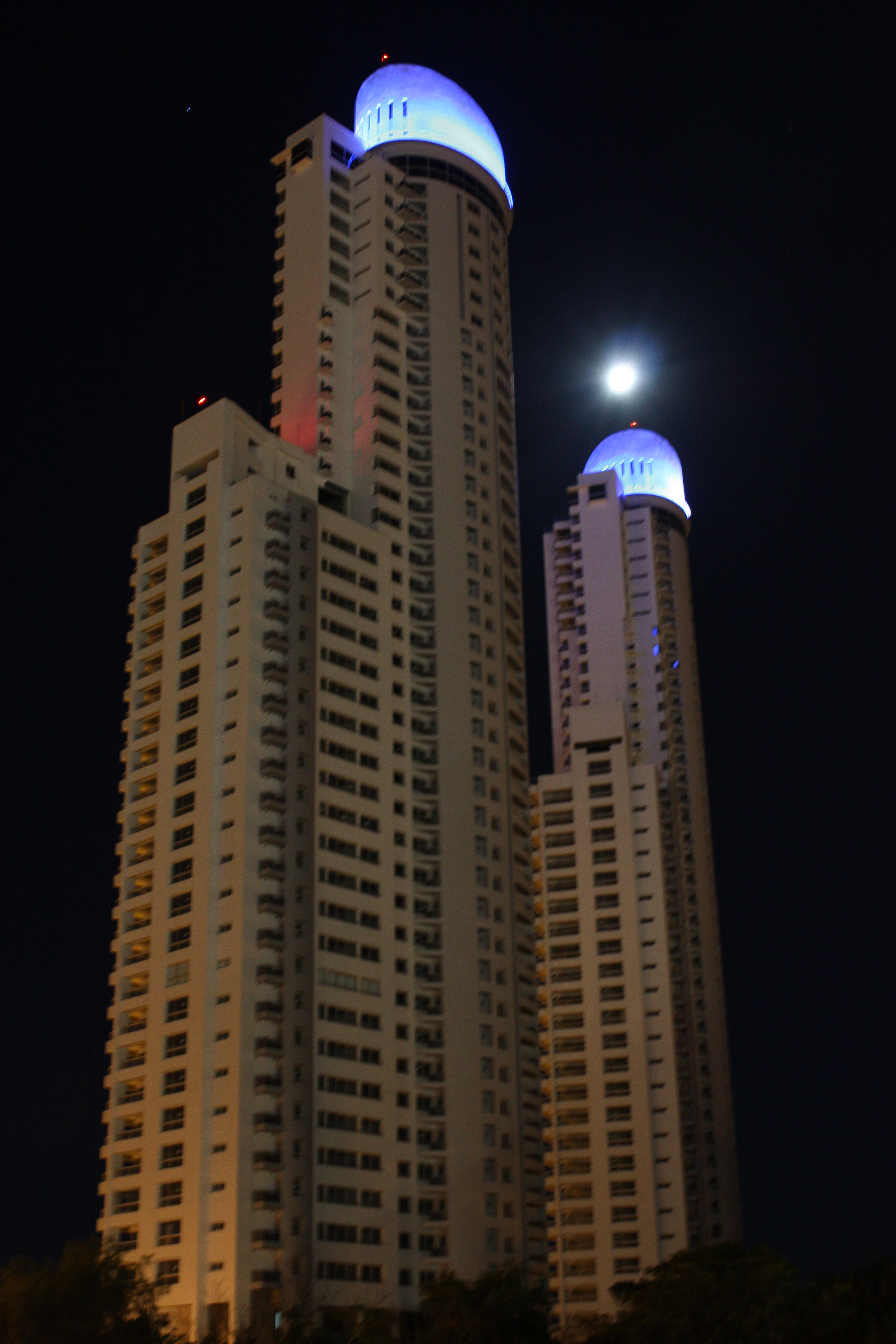

Éstas torres, tienen iluminación variable según la fecha. El día de San Patricio se ilumina con verde, los días patrios con celeste y blanco, y en la época de Navidad con los colores verde y rojo. Las torres tienen vista al río Paraná y disponen de simulador de golf, pileta, sauna, spa, gimnasio, y un mirador de 360°.
No se previó ningún enlace elástico suelo-estructura, para mejorar el handicap sísmico (Ritcher 5,00 de junio de 1888)